# Grottenvleerhond
De grottenvleerhond (Eonycteris spelaea) is een vleermuis uit het geslacht Eonycteris die voorkomt van India en Zuid-China tot de Filipijnen, de Molukken en Timor. In de Filipijnen is de soort gevonden op Biliran, Bohol, Catanduanes, Cebu, Leyte, Luzon, Marinduque, Maripipi, Masbate, Mindanao, Mindoro, Negros, Palawan, Polillo, Sabtang, Siargao, Sibuyan, Siquijor en Tablas, in de Molukken op Batjan, Halmahera, Sanana, Ternate en Tidore. Deze soort komt voor in grotten tot op 1100 m hoogte en vormt vaak zeer grote kolonies tot wel 50.000 individuen. In veel delen van zijn verspreidingsgebied wordt de soort bejaagd; in de Filipijnen is het dier nu vrij zeldzaam. Deze vleerhondsoort vliegt kilometers op zoek naar nectar.
Het is een vrij kleine, grijsachtige vleerhond met een smalle bek en gereduceerde tanden. Hij lijkt oppervlakkig op Rousettus amplexicaudatus. De kop-romplengte bedraagt 8,5-11 cm, de staartlengte 1,5-1,8 cm, de voorarmlengte 6-7 cm cm, de tibialengte 3,4 tot 3,8 cm, de oorlengte 1,7 tot 1,9 cm en het gewicht 61 tot 77 g. Het karyotype bedraagt 2n=36, FN=66.